# Gazelle-klass
Gazelle-klassen var en klass av tio lätta kryssare som byggdes för den kejserliga tyska flottan vid sekelskiftet 1900. De var flottans första moderna lätta kryssare och utgjorde grunden för alla framtida lätta kryssare i tysk tjänst. Målet med Gazelle-klassen var att försöka bygga ett fartyg som kunde utföra roller som spaningskryssare och "kolonialkryssare". De var beväpnade med ett huvudbatteri med tio 10,5 cm kanoner och ett par torpedtuber, och kunde hålla en hastighet på 21,5 knop (39,8 km/h).
Flera av fartygen tjänstgjorde i utländska vatten under decenniet innan första världskriget bröt ut. Ariadne sänktes i första slaget vid Helgolandsbukten i augusti 1914, Undine torpederades i Östersjön av en brittisk ubåt i november 1915 och Frauenlob sänktes i skagerrakslaget i maj 1916. Resten överlevde kriget och användes av Reichsmarine, med undantag för Gazelle, som skrotades 1920.
Niobe såldes till Jugoslavien 1925 och bytte namn till Dalmacija, och resten av kryssarna togs ur tjänst i slutet av 1920-talet och användes för sekundära uppgifter eller skrotades. Medusa och Arcona byggdes om till luftvärnskryssare 1940 och skrotades i slutet av andra världskriget. Dalmacija erövrades två gånger under kriget, först av italienarna, som döpte om henne till Cattaro, och sedan av tyskarna, som återställde det ursprungliga namnet Niobe. Hon gick på grund i december 1943 och förstördes därefter av brittiska motortorpedbåtar. Amazone var den enda medlemmen som överlevde kriget intakt, som ett kasernfartyg, och hon förblev i tjänst fram till 1954, då hon skrotades.

## Design

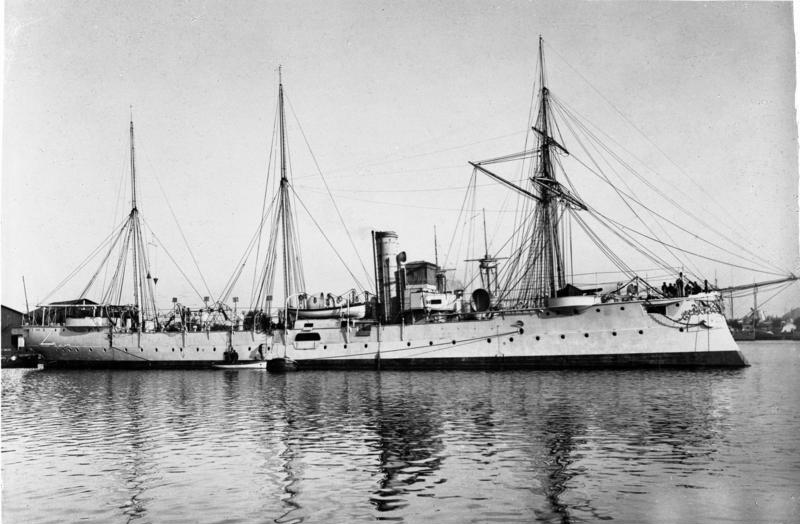
En Bussard-klass kryssare, en föregående till Gazelle-klassen

Under 1870-talet och början av 1880-talet byggde Tyskland två typer av kryssare: små, snabba men lättbeväpnade avisos som lämpade sig som spaningsfartyg och större skruvfregatter med lång räckvidd som kunde patrullera i det tyska kolonialimperiet. Från och med mitten av 1880-talet inledde general Leo von Caprivi, chef för det kejserliga amiralitetet, ett byggprogram för att modernisera Tysklands kryssarstyrka. Det första steget i programmet var de två oskyddade kryssarna i Schwalbe-klassen, som kom att utgöra grunden för den större Bussard-klassen. Alla dessa fartyg var jämförelsevis långsamma och kunde inte överstiga 15,5 knop (28,7 km/h), vilket inte var tillräckligt för spaning för huvudflottan.
I början av 1890-talet började officerarna överväga en ny typ av kryssare där avisorernas snabbhet kombinerades med de oskyddade kryssarnas tyngre beväpning och längre räckvidd. Den dåvarande kaptenen Alfred von Tirpitz, som vid den tiden var stabschef för det kejserliga marina överkommandot (Oberkommando der Marine-OKM), skrev en sammanfattning av 1894 års flottövningar som innehöll vad han ansåg vara de nödvändiga egenskaperna hos en ny liten kryssare. Dessa innefattade en topphastighet på minst 18 knop (33 km/h), tillräcklig beväpning för att kunna angripa fientliga spaningsfartyg och ett pansardäck för att skydda fartygets maskineri. Den 10 maj 1895 utlyste den kejserliga flottans allmänna avdelning (Reichsmarineamt-RMA) en anbudsinfordran för nästa klass av kryssare med den preliminära beteckningen "G". Uppgifter om de första förslagen har inte bevarats, men den slutliga utformningen följde nära Tirpitz specifikationer från 1894. Huvudbatteriets kaliber måste begränsas till 10,5 cm, trots att han föredrog större kanoner, för att hålla deplacementet inom rimliga gränser. Maxhastigheten skulle vara 19,5 knop (36,1 km/h), en marginal på 3 knop (5,6 km/h) jämfört med samtida slagskepp. Designen för det första fartyget, som skulle bli Gazelle, utarbetades 1895-1896 av marinens chefsdesigner Alfred Dietrich. Efterhand som ytterligare fartyg i klassen beställdes, införlivades en rad förbättringar i deras konstruktioner under loppet av 1897-1900.
År 1897, när det andra fartyget i klassen skulle föreslås till Reichstag för att ingå i nästa års budget, föranledde utvecklingen av andra fartyg den första av dessa förändringar. De senaste slagskeppen i Kaiser Friedrich III-klassen skulle ha en hastighet på 18 knop (33 km/h), vilket krävde en ökning av hastigheten för att behålla hastighetsfördelen på 3 knop. RMA övervägde också att öka huvudkanonernas kaliber i linje med Tirpitz tankar, men Dietrich förklarade att de begärda förbättringarna inte kunde införlivas samtidigt som man behöll ett deplacement på högst 3 000 ton. Mer problematiskt var att kostnaden för det nya fartyget skulle öka med cirka 26 procent, vilket riksdagen sannolikt inte skulle godkänna. Därför skulle nästa fartyg i stort sett upprepa Gazelles design, även om ett nytt maskineri som utvecklats av varvet Germaniawerft säkerställde den nödvändiga ökningen av hastigheten till 21,5 knop (39,8 km/h).
Designen var något mindre än andra samtida lätta kryssare, men fartygen var ändå robusta och kraftfullt beväpnade för tiden. Dessa egenskaper balanserade kraven för de två roller som klassen skulle ha. Enligt historikern Eric Osborne "etablerade de lätta kryssarna i Gazelle-klassen en trend för framtida fartyg av denna typ "...[de] hade lite eller inget pansar, och den främsta tillgången var deras snabbhet." Faktum är att alla framtida lätta kryssare som byggdes av den kejserliga flottan fram till Dresden-klassen 1906 följde i allmänhet samma mönster, med få stora förändringar.

### Generella egenskaper
Fartygen i Gazelle-klassen var 104,10-104,40 meter långa vid vattenlinjen och 105 meter långa totalt. De sju första fartygen hade en bredd på 12,20 meter och de tre sista var något bredare, 12,40 meter. De hade ett djupgående på 4,11-5,38 meter framåt och 5,31-5,69 meter bakåt. Deras var standarddeplacement var 2 643-2 706 ton och fullt utrustades ökade deras deplacement till 2 963-3 180 ton. Fartygens skrov var konstruerade med tvärgående och längsgående stålramar; den yttre skrovväggen bestod av träplankor täckta med ett lager Muntzmetall för att förhindra påväxt. Muntzmetallen sträckte sig upp till en meter över vattenlinjen. Skrovet var indelat i tolv vattentäta skott och hade en dubbelbotten som sträckte sig över 40 procent av kölens längd. För de tre sista fartygen förlängdes deras dubbelbotten till 46 procent av skrovet.
Alla tio fartygen drabbades av problem vid svår sjögång och rullade kraftigt. Efter moderniseringen tenderade de att drabbas av lovgirighet. Fartygen kunde dock svänga snabbt och var mycket manövrerbara. I en hård sväng sjönk deras hastighet upp till 65 procent. De hade en tvärgående metacentrisk höjd på 0,5 till 0,63 meter. Gazelle-klassen krävde en besättning på 14 officerare och 243 värnpliktiga, men för de tre sista fartygen ökade antalet värnpliktiga till 256.

### Maskineri
Klassens framdrivningssystem bestod av två trippelexpansionsmotorer som tillverkades av de varv som byggde fartygen. Gazelles motorer var konstruerade för att ge 6 000 hästkrafter (4 500 kW), för en toppfart på 19,5 knop (36,1 km/h), medan resten av fartygens motorer hade en effekt på 8 000 shp (6 000 kW) för en maxfart på 21,5 knop (39,8 km/h). Motorerna drevs av åtta koleldade vattenrörspannor från olika tillverkare, fördelade på två pannrum. De tre första fartygen rymde 500 ton kol, vilket gav dem en räckvidd på 3 570 nautiska mil (6 610 km) vid 10 knop (19 km/h). De fyra följande fartygen hade något mer, 560 ton, vilket gjorde att de kunde färdas ungefär samma avstånd, 3 560 nautiska mil (6 590 km), men med den högre hastigheten 12 knop (22 km/h). De tre sista fartygen rymde 700 ton kol, vilket avsevärt ökade deras räckvidd till 4 400 nautiska mil (8 100 km) vid 12 knop. Fartygen var utrustade med tre elgeneratorer som gav sammanlagt 110 kilowatt vid 110 volt.

### Bestyckning och pansar
Fartygen var beväpnade med tio enkelmonterade 10,5 cm SK L/40-kanoner. Två var placerade sida vid sida framåt på backen, sex var placerade mittskepps, tre på vardera sidan och två var placerade sida vid sida i aktern. Kanonerna kunde bekämpa mål på upp till 12 200 meter. De försågs med 1 000 granater, dvs. 100 stycken per kanon, även om tilldelningen för de tre sista fartygen ökade till 1 500 granater, eller 150 per kanon. De var också utrustade med torpedtuber. Gazelle hade tre 45 cm torpedtuber med åtta torpeder; en var nedsänkt i skrovet i fören och två var monterade på bredsidan. Resten av klassen hade endast två 45 cm torpedtuber med fem torpeder, och dessa var nedsänkta i fartygets skrov, på bredsidan.
Fartygen skyddades av ett pansardäck som var 20-25 mm tjockt, med 50 mm tjockt, lutande pansar på sidorna. Pansaret bestod av två lager stål och ett lager Kruppstål. Kryssarna i Gazelle-klassen var också utrustade med kork-kassuner för att öka flytförmågan. Kanonerna skyddades av 50 mm tjocka sköldar.

## Fartyg i klassen

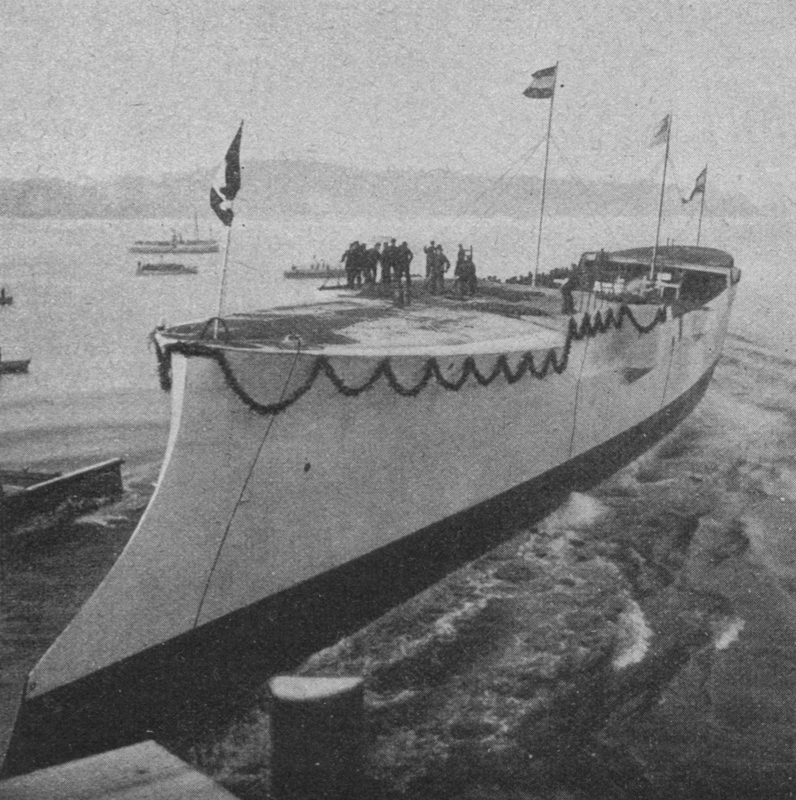
Sjösättningen av Undine

| Namn      | Varv                               | Kölsträckt | Sjösatt          | Levererad         |
| --------- | ---------------------------------- | ---------- | ---------------- | ----------------- |
| Gazelle   | Germaniawerft, Kiel                | 1897       | 31 mars 1898     | 15 juni 1901      |
| Niobe     | AG Weser, Bremen                   | 1898       | 18 juli 1899     | 25 juni 1900      |
| Nymphe    | Germaniawerft, Kiel                | 1898       | 21 november 1899 | 20 september 1900 |
| Thetis    | Kaiserliche Werft Danzig           | 1899       | 3 juli 1900      | 14 september 1901 |
| Ariadne   | AG Weser, Bremen                   | 1899       | 10 augusti 1900  | 18 maj 1901       |
| Amazone   | Germaniawerft, Kiel                | 1899       | 6 oktober 1900   | 15 november 1901  |
| Medusa    | AG Weser, Bremen                   | 1900       | 5 december 1900  | 26 juli 1901      |
| Frauenlob | AG Weser, Bremen                   | 1901       | 22 mars 1902     | 17 februari 1903  |
| Arcona    | AG Weser, Bremen                   | 1901       | 22 april 1902    | 12 maj 1903       |
| Undine    | Howaldtswerke-Deutsche Werft, Kiel | 1901       | 11 december 1902 | 5 januari 1904    |

## Tjänstgöring
Kryssarna i Gazelle-klassen tjänstgjorde i olika roller efter att de togs i bruk. De flesta av dem tjänstgjorde i flottans spaningsstyrkor, men flera av dem tjänstgjorde också i utländska vatten. Gazelle tjänstgjorde utomlands 1902-1904, Thetis 1902-1906, Niobe 1906-1909 och Arcona 1907-1910. Nymphe användes också som utbildningsfartyg för marinkadetter utöver sin roll som spaningsfartyg, och Undine användes som ett skytteutbildningsfartyg.
På grund av sin ålder hade Gazelle-kryssarna placerats i reserv 1914, men efter utbrottet av första världskriget i augusti 1914 aktiverades de för aktiv tjänst. De flesta användes till en början för att försvara kusterna i Östersjön, men Frauenlob och Ariadne förblev i tjänst i flottan. De deltog båda i strid i första slaget vid Helgolandsbukten den 28 augusti 1914; Frauenlob attackerade och skadade svårt den brittiska kryssaren HMS Arethusa, medan Ariadne sänktes av flera slagkryssare. Frauenlob fortsatte att tjänstgöra i flottans spaningsstyrkor fram till Skagerrakslaget den 31 maj 1916, då hon torpederades och sänktes av HMS Southampton i en nattlig strid, med förlust av nästan hela besättningen. I Östersjön torpederades och sänktes Undine av den brittiska ubåten HMS E19 den 7 november 1915.

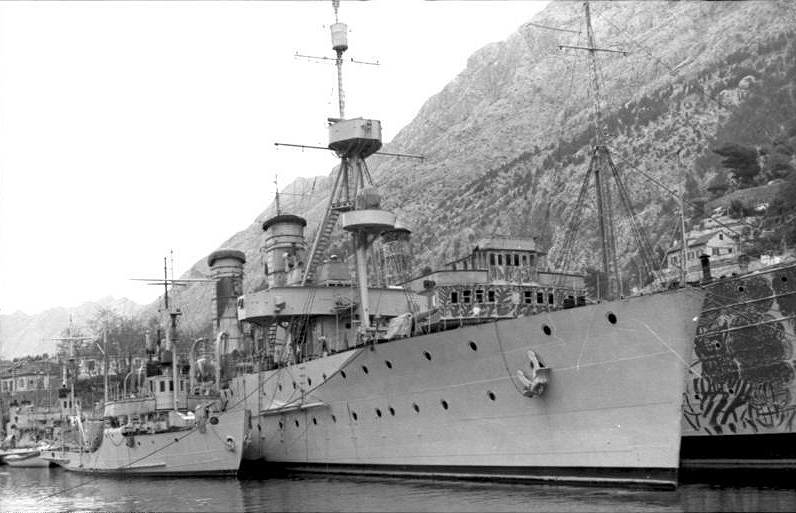
Niobe i den jugoslaviska flottan

De sju överlevande fartygen togs ur tjänst 1916 och avväpnades, med undantag för Medusa, som behöll sex av sina kanoner, och Thetis, som återfick nio 10,5 cm kanoner från ubåtar för att användas som skytteutbildningsfartyg. De återstående sju kryssarna överlevde kriget och fortsatte att tjänstgöra i Reichsmarine, med undantag för Gazelle, som skrotades 1920. Fartygen förblev i tjänst under hela 1920-talet, men drogs alla tillbaka i början av 1930-talet. Niobe såldes till Jugoslavien 1925 och döptes om till Dalmacija, medan Nymphe och Thetis skrotades i början av 1930-talet. Arcona, Medusa och Amazone användes som kasernfartyg under resten av 1930-talet.
Efter andra världskrigets utbrott byggdes Medusa och Arcona om till flytande luftvärnsbatterier och försvarade tyska hamnar från 1940 till krigsslutet, då de borrades i sank av sina besättningar den 3 maj 1945. Amazone förblev under tiden i tjänst som kasernfartyg till krigsslutet. Dalmacija erövrades av italienarna efter invasionen av Jugoslavien i april 1941, döptes om till Cattaro och sattes in i tjänst i den italienska flottan. Hon togs sedan av tyskarna efter den italienska kapitulationen i september 1943 och återfick till sitt ursprungliga namn, Niobe. Fartyget gick på grund i Adriatiska havet i december 1943 och förstördes av ett par brittiska motortorpedbåtar. Niobe, Medusa och Arcona skrotades i slutet av 1940-talet, men Amazone fortsatte att användas som ett kasernfartyg fram till 1954, då även hon såldes för att skrotas.